# Dolichovespula xanthicincta
Dolichovespula xanthicincta är en getingart som beskrevs av Archer 1980. Dolichovespula xanthicincta ingår i släktet långkindade getingar, och familjen getingar. Inga underarter finns listade i Catalogue of Life.